# Dieta proteinowa
Ten artykuł opisuje teorie, metody lub czynności niezgodne ze współczesną wiedzą medyczną.
Dieta proteinowa – dieta odchudzająca, której główną zasadą jest zwiększenie spożycia białek podczas jednoczesnego ograniczenia spożywania węglowodanów i tłuszczów.
Najsłynniejsza dieta proteinowa to tzw. dieta Dukana, znana też pod nazwą "protal", będącej połączeniem dwóch francuskich wyrazów protéine (białko) i alternance (naprzemiennie) autorstwa byłego lekarza Pierre'a Dukana. Główną zasadą diety jest zwiększenie spożycia białek i jednocześnie ograniczenie spożywania węglowodanów i tłuszczów. Dieta ta jest krytykowana przez wielu dietetyków jako wyjątkowo szkodliwa m.in. dla nerek i wątroby; kwestionowane są też kompetencje samego Dukana.

## Założenia diety
Dieta dzieli się na kilka etapów.

### Faza uderzeniowa
W fazie uderzeniowej dozwolone jest spożywanie wyłącznie produktów białkowych, o niskiej zawartości tłuszczu 4-5%. Należy też dużo pić – przede wszystkim wody, herbat, dopuszczalne jest także chude mleko. Dozwolone są też wszelkiego rodzaju napoje w wersji light czyli niezawierające cukru. Długość tej fazy to pięć do dziesięciu dni.
| Produkty, które można spożywać: | Produkty, które można spożywać: |
| ------------------------------- | --- |
| mięso                           | - konina - chuda wołowina - indyk i kurczak (bez skóry, głównie piersi) - podroby - sola - dorsz - łosoś - tuńczyk - sardynka - makrela - owoce morza - chude wędliny |
| inne                            | - jajka (głównie białka) - chudy nabiał (mleko, serek wiejski, twarogi o obniżonej zawartości tłuszczu) - 1,5 litra płynów dziennie                                   |

### Faza równowagi
W tej fazie do produktów białkowych należy dołączyć warzywa. Polega ona na tym, że w jednym dniu należy zjadać warzywa i proteiny, a co drugi dzień same proteiny (naprzemiennie). Faza równowagi powinna trwać aż do momentu uzyskania odpowiedniej wagi.

### Faza utrwalenia
Celem tej fazy jest utrzymanie uzyskanej wagi i zapobieżenie efektowi jo-jo. Długość trwania fazy utrwalenia należy obliczyć przyjmując 10 dni na każdy utracony kilogram wagi. W tej fazie do jadłospisu można dołączyć owoce, pełnoziarniste pieczywo i produkty skrobiowe. Dwa razy w tygodniu można jeść dowolny posiłek – nazywany królewską ucztą. Jeden dzień w tygodniu powinien być dniem wyłącznie białkowym.

### Białkowe czwartki
Ostatnia faza tej diety powinna trwać już do końca życia. Polega ona na tym, przez cały tydzień je się to na co mamy ochotę, a jedynie przez jeden dzień w tygodniu je się tylko białka. Pierre Dukan proponuje, aby były to czwartki, stąd nazwa – białkowe czwartki.
Dodatkowo codziennie powinniśmy jeść do 3 łyżek otrębów owsianych lub pszennych, a przez cały okres diety zalecana jest aktywność fizyczna pod postacią spacerów trwających do 30 minut dziennie.